# Leon Puzyna
Leon Roman Longin Puzyna, książę herbu Oginiec (ur. 26 września 1868 w Gwoźdzcu - zm. 16 maja 1932 tamże) – ziemianin, poseł na Sejm Krajowy, działacz gospodarczy 
Ukończył gimnazjum we Lwowie, do 1890 studiował w Wyższej Szkole Rolniczej w Dublanach. 
Ziemianin, właściciel dóbr Gwoździec, Dereniany, Ostapkowce w pow. kołomyjskim. Członek oddziału pokuckiego - inaczej śniatyńsko-kossowsko-horodeńsko-kołomyjskiego (1898-1914) Galicyjskiego Towarzystwa Gospodarskiego.  Działacz i członek Komitetu GTG (24 czerwca 1910 - 20 czerwca 1914). Przez pewien czas był także wiceprezesem GTG  (1918-1919). Prezes Pokuckiego Koła Doświadczalnego z siedzibą w Gwoźdźcu oraz członek Rady Nadzorczej Galicyjskiego Banku Ziemskiego. Członek i detaksor (1908-1912) oraz wiceprezes (1913) Wydziału Okręgowego w Kołomyi Galicyjskiego Towarzystwa Kredytowego Ziemskiego. Członek Zarządu Głównego Towarzystwa Kółek Rolniczych we Lwowie (1913-1914). 
Politycznie związany ze Stronnictwem Narodowo-Demokratycznym, w l. 1909-1912 zasiadał w Komitecie Głównym SDN. W 1911 członek Wydziału Polskiej Organizacji Narodowej w Kołomyi i Peczeniżynie. Wybrany z grupy większej własności członek Rady Powiatowej w Kołomyi (1904-1914). Poseł na galicyjski Sejm Krajowy X kadencji, wybrany w kurii I (większej własności ziemskiej) w okręgu wyborczym kołomyjskim w 1913, złożył mandat pod koniec 1913, w jego miejsce wybrano Stefana Moysa-Rosochackiego. 
W okresie międzywojennym należał do Zjednoczonych Kół Zjazdów Rolniczych i Związku Ziemian. Był autorem prac z dziedziny rolnictwa. 

## Rodzina
Urodził się w rodzinie ziemiańskiej, syn ks. Romana Longina (1837-1901) i Heleny Marii z Brunickich (1844-1926). Miał rodzeństwo: brata Stanisława Waleriana (1869-1933) i siostry: Jadwigę (1872-1901), Helenę (1880-1920) - żonę Jana Duklana Wiktora (1878-1944), Marię Wandę (ur. 1881) oraz Wandę (1881-1942) żonę Władysława Serwatowskiego (1873-1940). Jego stryjem był kardynał Jan Duklan Puzyna. Ożenił się w 1913 z Zofią Marią z Broel-Platerów (1885-1972). Mieli dzieci: Romana Stanisława (1915-1917), Teresę Marię (1919-1994) i Stanisława Romana (1921-1982).